# Efringen-Kirchen
Efringen-Kirchen là một thị xã trong huyện Lörrach bang Baden-Württemberg thuộc nước Đức. Đô thị Efringen-Kirchen có diện tích 43,74 km².